# Río Aguas Calientes
El río Aguas Calientes es un corto río boliviano de la cuenca del Plata, caracterizado por sus aguas termales. El río discurre por el municipio de Roboré en la provincia Chiquitos del departamento de Santa Cruz. Tiene una longitud de 5 km, y se encuentra cerca a la carretera bioceánica que cruza de este a oeste, por lo que es un importante destino turístico del municipio.
Las aguas termales de este río emergen a la superficie a una temperatura promedio de 40 °C, conteniendo elemtentos sulfurados.
Se puede llegar a la vecina comunidad indígena de Aguas Calientes mediante trufis que parten desde la localidad de Roboré.